# سیارک ۱۲۰۰۳۸
سیارک ۱۲۰۰۳۸ (به انگلیسی: 120038 Franlainsher، نامگذاری:2003BR1) صد و بیست هزار و سی و هشتمین سیارک کشف شده‌است که در ۲۶ ژانویه ۲۰۰۳ کشف شد.